# مانستر آو راک

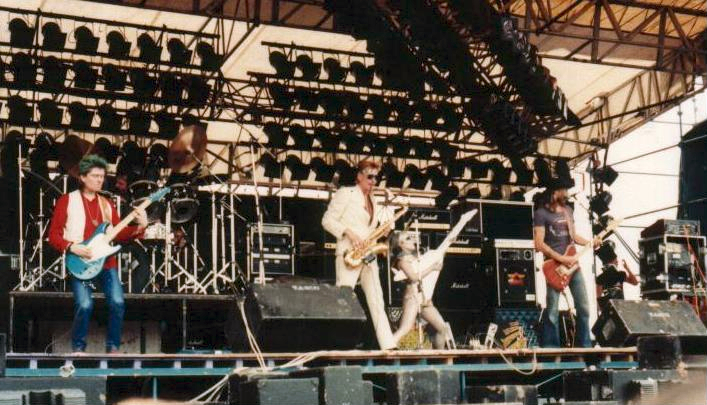
نمایی از گروه موسیقی «Hawkwind Donington» در فستیوال سالیانه مانستر آو راک - ۱۹۸۲ انگلستان

مانستر آو راک نام یک فستیوال سالیانه هارد راک بود که اوت هر سال در قلعه دونینگتن انگلستان بر پا می‌شد اگر چه در طول زمان این فستیوال به شهرهای مختلفی از جهان سفر کرد و در نقاط مختلفی برگزار شد. فعالیت این فستیوال بین سال‌های ۱۹۸۰ تا ۱۹۹۶ بود اگرچه که در سال ۲۰۰۶ هم این فستیوال برگزار شد و موفقیت‌آمیز هم بود ولی برای سال ۲۰۰۷ تمدید نشد.

## پیشینه
سال ۱۹۸۰، پائول لوزبی تصمیم گرفت تا یک فستیوال تابستانی برای یک روز بلند را برای اجرای گروه‌های هارد راک و هوی متال برگزار کند، پس از قطعی شدن تصمیم، او به سراغ گروه رینبو در انگلستان می‌رود که در آن زمان مشغول برگزاری تور اجرای زنده خود بودند، رینبو با شرکت در این فستیوال به عنوان گروه اصلی موافقت می‌کند.
مکانی که انتخاب شد، پیست موتور سواری پارک دونینگتن قلعه دونینگتن در شهر لیسترشایر انگلستان بود که قابلیت جا دادن به ۱۰۰ هزار هوادار را در خود داشت و همچنین مکان آن در جایی بود که امکان حمل و نقل آسان را فراهم می‌کرد. به علت اعتراض و مخالفت ادارات محلی و پلیس، تدارکات آماده‌سازی فستیوال کمی با وقفه مواجه شد ولی با این حال مسئولین برگزارکننده فستیوال وعده برگزاری را برای تاریخ ۱۶ اوت ۱۹۸۰ به هواداران داده بودند.
مدعوین برای اجرا در این فستیوال گروه‌های از بریتانیا و سایر کشورهای جهان بودند. برای اجرا یک سیستم صوتی کوآدروفونیک نصب شد. هم‌زمان با تست صداگیری گروه جوداس پریست در هنگام تست عملکرد ترقه‌ها و نورافشانها برای اجرای کوزی پاول، انفجاری رخ داد که تا فاصله‌های بسیار دور صدای آن شنیده شد و زیانی معادل ۱۸ هزار پاند به بار آورد.
قیمت بلیط برای جایگاه ویژه ۷٫۵ پاند بود. بارش باران‌های سیل آسا از یک هفته قبل از روز اجرا، زمین آن ناحیه را کاملاً گل آلود کرده بود ولی خوشبختانه در روز اجرا آسمان کاملاً صاف و آفتابی و هوا نسبتاً گرم و معتدل بود. فستیوال با موفقیت برگزار شد اگرچه که سرمایه‌گذاران کمی زیان متقبل شدند اما موفقیت برگزاری باعث شد تا آنان تصمیم به ادامه فستیوال برای سال‌های آینده بگیرند.
پائول لوزبی جایی در مورد برگزاری اولین بار این فستیوال چنین می‌گوید : "یک روز بسیار عالی بود، اجرای رینبو به عنوان گروه اصلی خاطره انگیز بود ... و آن یک ریسک خوب و پر خطر بود."
پس از چند سال برگزاری فستیوال، مانستر آو راک جای پای خود را در انگلستان محکم نمود و تبدیل به رقیبی برای ریدینگ فستیوال شد.
حضور هواداران از ۳۵ هزار در اولین اجرا در سال ۱۹۸۰ به ۱۰۷ هزار در ۱۹۸۸ رسیده بود. ولی اتفاقی غم انگیز در اجرای ۱۹۸۸ باعث شد تا مانستر آو راک در ۱۹۸۹ برگزار نشود. در اجرای ۱۹۸۸ دو نفر از هواداران در هنگام اجرای گروه گانز ان روزز به علت ازدحام و شلوغی بیش از حد، جان خود را از دست دادند همین مسئله باعث تعطیلی فستیوال در ۱۹۸۹ شد. فستیوال در ۱۹۹۰ دوباره از سر گرفته شد ولی این بار تنها به ۷۲۵۰۰ نفر اجازه حضور داده شد.

## مانستر آو راک در بریتانیا

### ۱۹۸۰
۱۶ اوت ۱۹۸۰ اولین اجرای فستیوال مانستر آو راک
- رینبو
- جوداس پریست
- اسکورپیونز
- آوریل واین
- ساکسن
- ریوت
- تاچ

### ۱۹۸۱
۲۲ اوت ۱۹۸۱
- ای‌سی/دی‌سی
- وایت اسنیک
- بلو اویستر کالت
- اسلید
- بلک‌فوت
- مور

### ۱۹۸۲
۲۱ اوت ۱۹۸۲
- استاتوس کوئو
- ساکسن
- گیلان
- هاوک‌ویند
- یوریا هیپ
- انویل
- تامی ونس (دی‌جی)

### ۱۹۸۳
۲۰ اوت ۱۹۸۳
- وایت اسنیک
- میت لف
- زی‌زی تاپ
- تویستد سیستر
- دیو
- دایامند هد
- تامی ونس (دی‌جی)

### ۱۹۸۴
۱۸ اوت ۱۹۸۴
- ای‌سی/دی‌سی
- ون هیلن
- آزی آزبورن
- گری مور
- وای&تی
- اکسپت
- ماتلی کرو

### ۱۹۸۵
۱۷ اوت ۱۹۸۵
- زی‌زی تاپ
- متالیکا
- بون جووی
- ماریلین
- رت
- مگنوم
- تامی ونس (دی‌جی)

### ۱۹۸۶
۱۶ اوت ۱۹۸۶
- آزی آزبورن
- موتورهد
- اسکورپیونز
- دف لپارد
- بدنیوز
- وارلاک
- تامی ونس (دی‌جی)

### ۱۹۸۷
۲۲ اوت ۱۹۸۷
- دیو
- بون جووی در هنگام اجرای قطعه "We're an American Band"، بروس دیکینسن، پائول استنلی و دی اسنایدر به بون جووی ملحق می‌شوند و در اجرا با آنان سهیم می‌شوند. اجرا بسیار کوتاه بود ولی برگزارکنندگان از آنان قول شرکت با گروه آیرن میدن در فستیوال بعدی را گرفتند.
- متالیکا
- انترکس
- وسپ
- سیندرلا
- د بایلی برادرز (دی‌جی)

### ۱۹۸۸
۲۰ اوت ۱۹۸۸
- آیرن میدن
- کیس
- هلووین
- دیوید لی روث
- مگادث
- گانز ان روزز

در این اجرا ۱۰۷هزار هوادار حضور داشتند و تراکم جمعیت باعث فوت دو نفر از هواداران شد. این اجرا یکی از پرجمعیت ترین‌های فستیوال مانستر آو راک بود.

### ۱۹۸۹
در این سال فستیوال به علت فوت دو نفر از هوادران در اجرای سال قبل برگزار نشد.

### ۱۹۹۰
۱۸ اوت ۱۹۹۰
- وایت اسنیک
- اروسمیث
- پویزن
- کوآیربویز
- ثاندر

### ۱۹۹۱
۱۷ اوت ۱۹۹۱
- ای‌سی/دی‌سی
- متالیکا
- ماتلی کرو
- کوئینزرایک
- دبلک کروز
- پنترا

### ۱۹۹۲
۲۲ اوت ۱۹۹۲
- آیرن میدن
- اسکید رو
- ثاندر
- اسلیر
- وسپ
- د المیتی

### ۱۹۹۳
فستیوال در این سال برگزار نشد.

### ۱۹۹۴
۴ ژوئن ۱۹۹۴
سن اصلی:
- اروسمیث
- اکستریم
- پنترا
- سپولترا
- درپی؟
- پراید اَند گلوری

سن دوم:
- د وایلد هارتز
- ترورویژن
- اسکین
- بیوهازارد
- کری‌آولاو
- هدسویم

### ۱۹۹۵
۲۶ اوت ۱۹۹۵
سن اصلی:
- متالیکا
- اسلیر
- اسکید رو
- درپی؟

سن دوم:
- اسلشز اسنیکپیت
- وایت زامبی
- ماشین هد
- وریور سول
- کرشن آو کانفرمیتی

### ۱۹۹۶
۱۷ اوت ۱۹۹۶
سن اصلی:
- کیس و آزی آزبورن (هر دو به عنوان گروه اصلی شرکت کردند)
- سپولترا
- بیوهازارد
- داگ ایت داگ
- پارادایز لاست
- فیر فکتوری

سن دوم:
- کرن
- تایپ او نگاتیو
- اورکلیر
- تری کالرز رد
- هانی‌کرکتد نوگنت
- سیسیل

در این فستیوال کیس و آزی آزبرن هر دو به عنوان گروه اصلی فستیوال شرکت کرده بودند.

### ۱۹۹۷
در این سال فستیوال برگزار نشد.

### ۲۰۰۳
فستیوال جانشین مانستر آو راک با نام دانلود فستیوال آغاز به کار کرد.

### ۲۰۰۶
۳ ژوئن ۲۰۰۶
- دیپ پرپل
- الیس کوپر
- جورنی
- ثاندر
- کوئینزرایک
- تد نیوجنت
- رداستار

این اولین اجرای مانستر آو راک بعد از ۱۰ سال بود. ۲۰ هزار نفر برای تماشای فستیوال آمده بودند.

## مانستر آو راک در مکان‌های دیگر

### آرژانتین

#### ۱۹۹۴
۳ و ۴ سپتامبر ۱۹۹۴ - بوئنس آیرس، استادیوم ریورپلاته
- کیس
- اسلیر
- بلک سبث
- هرمتیکا
- گاتوس سوسیوس

#### ۱۹۹۵
۹ و ۱۰ سپتامبر - بوئنس آیرس استادیوم فرو کاری اوئستو
- آزی آزبورن
- الیس کوپر
- مگادث
- فیث نو مور
- پارادایز لاست
- کلافینگر
- لوگوز

#### ۱۹۹۷
۱۳ دسامبر - بوئنس آیرس استادیوم فرو کاری اوئستو
- وایت‌اسنیک
- مگادث
- کوئینزرایک
- ریف

#### ۱۹۹۸
۱۲ دسامبر - بوئنس آیرس
- آیرن میدن
- هلووین
- اسلیر
- سول‌فلای
- آنگرا

#### ۲۰۰۵
۱۱ سپتامبر - بوئنس آیرس استادیوم فرو کاری اوئستو
- جوداس پریست
- وایت‌اسنیک
- راتا بلانکا
- تریستمنت سلبرز
- لورین

### شیلی

#### ۱۹۹۴
۱ سپتامبر - شیلی، سانتیاگو
- کیس
- بلک سبث
- اسلیر
- توملتو

#### ۱۹۹۵
۸ سپتامبر - شیلی، سانتیاگو
- الیس کوپر
- مگادث
- درپی؟
- کلافینگر

۹ سپتامبر - شیلی سانتیاگو
- آزی آزبورن
- پارادایز لاست
- فیث نو مور

#### ۱۹۹۸
۱۰ دسامبر - شیلی سانتیاگو
- هلووین
- اسلیر
- انترکس
- پنزر
- کریمینال

#### ۲۰۰۵
۱۳ سپتامبر - شیلی سانتیاگو
- جوداس پریست
- وایت‌اسنیک
- راتا بلانکا

#### ۲۰۰۸
۱ آوریل - شیلی سانتیاگو
- آزی آزبورن
- کرن
- بلک لیبل سوسایتی
- آربل

### برزیل

#### ۱۹۹۴
سائوپائولو
- کیس
- بلک سبث
- اسلیر
- سوسایدل تندنسیز
- وایپر
- ریموندز
- آنگرا
- دی‌آر.سین

#### ۱۹۹۵
سائوپائولو
- آزی آزبورن
- الیس کوپر
- مگادث
- فیث نو مور
- پارادایز لاست
- درپی؟
- کلافینگر
- راتا بلانکا
- ویرنا لیزی

#### ۱۹۹۶
۲۴ اوت ۱۹۹۶ - سائوپائولو
- آیرن میدن
- هلووین
- موتورهد
- کینگ دایاموند
- اسکید رو
- مرسیفول فیت
- بیوهازارد
- هیرو د سایلنسیو
- ریموندز

#### ۱۹۹۸
۲۴ سپتامبر ۱۹۹۸ - سائوپائولو
- منووار
- مگادث
- اسلیر
- سوتیج
- ساکسن
- دریم ثیتر
- در سال اتلانتیکو
- کرزوس
- گلن هیوز

### فرانسه

#### ۱۹۸۸
۲۴ و ۲۵ سپتامبر ۱۹۸۸ - پاریس
- آیرن میدن
- هلووین
- انترکس
- تراست

#### ۱۹۹۰
۱ سپتامبر ۱۹۹۰ - پاریس
- اروسمیث
- وایت اسنیک
- ثاندر
- پویزن
- کوآیربویز
- د فرانت

### آلمان

#### ۱۹۸۳
۳ سپتامبر ۱۹۸۳ - کالسروهه
۴ سپتامبر ۱۹۸۳ - نورنبرگ
- موتورهد
- تویستد سیستر
- ساکسن
- ثین لیزی
- بلو اویستر کالت
- وایت‌اسنیک
- میت لف

#### ۱۹۸۴
۱ سپتامبر ۱۹۸۴ - کالستروهه
۲ سپتامبر ۱۹۸۴ - نورنبرگ
- ای‌سی/دی‌سی
- دیو
- اکسپت
- آزی آزبورن
- ون هیلن
- گری مور
- ماتلی کرو

#### ۱۹۸۶
۳۰ اوت ۱۹۸۶ - نورنبرگ
۳۱ اوت ۱۹۸۶ - مانهایم
- آزی آزبورن
- دف لپارد
- اسکورپیونز
- بون جووی
- وارلاک
- گروه مایکل شنکر (مک اولی شنکر گروپ)

#### ۱۹۸۷
۲۹ اوت ۱۹۸۷ - نورنبرگ
۳۰ اوت ۱۹۸۷ - فرژیم
- دیپ پرپل
- دیو
- هلووین
- سیندرلا
- متالیکا
- رث
- پرتی میدز

#### ۱۹۸۸
۲۷ اوت ۱۹۸۸ - شوین فرت
۲۸ اون ۱۹۸۸ - بوخوم
- کیس
- آیرن میدن
- دیوید لی روث
- انترکس
- تستمنت
- گریت وایت
- تریت

#### ۱۹۹۰
۲۳ اوت ۱۹۹۰ - برلین
۲۵ اوت ۱۹۹۰ - دورتموند
۱ سپتامبر ۱۹۹۰ - مانهایم
- دیو
- اروسمیث
- وایت‌اسنیک
- پویزن
- ویکسن
- د فرانت

#### ۱۹۹۱
۷ سپتامبر ۱۹۹۱ - ماینتز
۲۴ اوت ۱۹۹۱ - مونیخ
- ای‌سی/دی‌سی
- ماتلی کرو
- پنترا
- متالیکا
- کوئینزرایک
- د بلک کروز

### ایتالیا

#### ۱۹۸۸
۱۰ سپتامبر ۱۹۸۸ - مدنا
- کیس
- آیرن میدن
- هلووین
- انترکس
- آر.ای.اف
- کینک آو د سان

#### ۱۹۹۰
۳۰ اوت ۱۹۹۰ - بولونیا
- وایت‌اسنیک
- اروسمیث
- پویزن
- د کوآیربویز
- فیث نو مور
- ویکسن
- د فرانت

#### ۱۹۹۱
۱۴ سپتامبر ۱۹۹۱ - مدنا
- ای‌سی/دی‌سی
- متالیکا
- کوئین‌سریچ
- د بلک کروز
- نگازیون

#### ۱۹۹۲
۱۲ سپتامبر ۱۹۹۲ - رجو امیلیا
- بلک سبث
- آیرن میدن
- مگادث
- پنترا
- تستمنت
- وارانت
- پینو اسکوتو

#### ۲۰۰۴
۳ ژوئیه ۲۰۰۴ - کومو
- دیپ پرپل
- استاتوس کوئو
- چیپ تریک
- ستویت

### هلند

#### ۱۹۸۸
۴ سپتامبر ۱۹۸۸ - تیلبورگ، استادیوم ویلم دوم
- آیرن میدن
- کیس
- هلووین
- دیوید لی روث
- انترکس
- گریت وایت

#### ۱۹۹۱
۱ سپتامبر ۱۹۹۱ - نمیخن
- ای‌سی/دی‌سی
- متالیکا
- کوئینزرایک
- د بلک کروز

### لهستان

#### ۱۹۹۱
۱۳ سپتامبر ۱۹۹۱
- ای‌سی/دی‌سی
- متالیکا
- کوئینزرایک

### روسیه

#### ۱۹۹۱
۲۸ سپتامبر ۱۹۹۱ - مسکو
- ای‌سی/دی‌سی
- متالیکا
- پنترا
- ای اس تی
- دبلک کروز

این پربیننده‌ترین اجرای مانستر آو راک بود چرا که چیزی حدود ۷۰۰ هزار تا ۱ میلیون و ۶۰۰ هزار هوادار برای دیدن آن جمع شدند.

### اسپانیا

#### ۱۹۸۸
۱۷ سپتامبر ۱۹۸۸ - پامپلونیا
۱۸ سپتامبر ۱۹۸۸ - مادرید
۲۲ سپتامبر ۱۹۸۸ - بارسلونا
- آیرن میدن
- هلووین
- متالیکا
- انترکس
- مانزانو

#### ۱۹۹۲
۱۴ سپتامبر ۱۹۹۲ - بارسلونا
۱۷ سپتامبر ۱۹۹۲ - سن سباستین
۱۸ سپتامبر ۱۹۹۲ - مادرید
۱۹ سپتامبر ۱۹۹۲ - مادرید
- آیرن میدن
- مگادث
- پنترا
- گان

#### ۲۰۰۶
۱۸ ژانویه ۲۰۰۶ - زاراگزا
- ساکسن
- وسپ
- اسکورپیونز
- پریمال فیر
- وایت‌اسنیک
- اونجد سون‌فلد

#### ۲۰۰۷
۲۲ ژانویه ۲۰۰۷ - زاراگزا
- آزی آزبورن
- مگادث
- چیلدرن آو بادم
- بلک لیبل سوسایتی

۲۳ ژانویه ۲۰۰۷ - زاراگزا
- موتورهد
- بلایند گاردین
- اسلیر
- دریم ثیتر
- کملوت
- پرتی میدز
- ریورساید

#### ۲۰۰۸
اا ژوئیه ۲۰۰۸ - زاراگزا
- دیپ پرپل - شرکت نکرد.
- تویستد سیستر - شرکت نکرد.
- ثین لیزی
- ساکسن
- ریج
- تد نوگنت
- پرتی میدز

اجرای ۱۲ ژوئیه بخاطر خسارت وارد آمده از طوفان روز فبل برگزار نشد.

### سوئد

#### ۱۹۸۴
۲۵ اوت ۱۹۸۴ - استکهلم
- ای‌سی/دی‌سی
- ون هیلن
- ماتلی کرو

#### ۱۹۸۶
۲۳ اوت ۱۹۸۶ - استکهلم
- آزی آزبورن
- دف لپارد
- اسکورپیونز
- زرو ناین

### آمریکا

#### ۱۹۸۸
در ۱۹۸۸ ، مانستر آو راک ۳۲ اجرا را برای آمریکا در شهرهای مختلف برگزار کرد.
- کینگ‌دام کام
- ون هیلن
- داکن
- متالیکا
- اسکورپیونز

## میزبانان مانستر آو راک

### ۱۹۸۰ (اولین سال برگزاری فستیوال)
- بریتانیا

### ۱۹۸۱
- بریتانیا

### ۱۹۸۲
- بریتانیا

### ۱۹۸۳ (اولین سال خارج از بریتانا)
- بریتانیا
- آلمان

### ۱۹۸۴
- بریتانیا
- آلمان
- سوئد

### ۱۹۸۵
- بریتانیا

### ۱۹۸۶
- بریتانیا
- سوئد

### ۱۹۸۷
- بریتانیا
- آلمان

### ۱۹۸۸ (سالی پرکار با بیشترین اجرا)
- بریتانیا
- فرانسه
- آلمان
- ایتالیا
- ایالات متحده آمریکا
- هلند
- اسپانیا

### ۱۹۹۰
- بریتانیا
- فرانسه
- ایتالیا
- آلمان
- هلند

### ۱۹۹۱
- بریتانیا
- اتریش
- آلمان
- ایتالیا
- لهستان
- روسیه
- دانمارک
- مجارستان

### ۱۹۹۲
- بریتانیا
- ایتالیا

### ۱۹۹۴
- بریتانیا
- آرژانتین
- شیلی
- برزیل
- مکزیک

### ۱۹۹۵
- بریتانیا
- آرژانتین
- شیلی
- برزیل

### ۱۹۹۶
- بریتانیا
- برزیل

### ۱۹۹۷
اولین سالی که جشن و مراسمی و برنامه یی نبود

### ۱۹۹۸
- آرژانتین
- شیلی
- برزیل

در این سال برنامه‌های فستیوال به‌طور کل بر روی آمریکای جنوبی متمرکز شده بود.

### ۲۰۰۵
- آرژانتین
- شیلی

### ۲۰۰۶
- بریتانیا
- اسپانیا

بازگشت دوباره به بریتانیا پس از ۱۹۹۶ و اولین اجرای فستیوال در بریتانیا در جایی غیر از پارک دانینگتن

### ۲۰۰۷
- اسپانیا
- آمریکا

### ۲۰۰۸
- کانادا
- اسپانیا
- مالت